# Imperfection (banda)
Imperfection foi uma banda de Grunge Cristã nascida em Belo Horizonte-MG e começou suas atividades em 28 de Agosto de 1999, quando fez seu primeiro show na cidade mística de São Thomé das Letras-MG. A banda teve uma boa repercussão no cenário underground da época, tendo seu trabalho bem divulgado em fanzines, distros, lojas de discos e afins.

## História
O Imperfection foi criado desde quando algumas musicas eram feitas pelo guitarrista e vocalista da banda, Thiago Rodrigues Gonçalves, despretensiosamente, em seu quarto/studio quando morava no interior do Mato Grosso em 1994.
Quando Thiago veio para Belo Horizonte em 1998, demorou ainda mais de um ano para que ele encontrasse dois caras que estivessem dispostos a tocar suas musicas. A peregrinação terminou em 1999, quando Leandro (bateria) e Eduardo (baixo) aceitaram entrar num estudio para ensaiar 04 musicas pra tocarem em São Thomé das Letras-MG, e tocaram essas 04 musicas durante dois dias pela cidadezinha afora. Depois voltaram para Belo Horizonte e decidiram continuar com a banda. Durante cerca de 05 meses ficaram tocando nas ruas, praças e botecos da cidade, até que o baixista, Eduardo, mudou-se para Londres. Então foram-se mais alguns meses procurando por um novo baixista, alguns baixistas amigos da banda ocuparam temporariamente o cargo em alguns shows, como o Giordano do Joke em Porto Seguro-BA. Em São João da Barra-RJ, Adriano (baixo) estreia na banda. Ainda com essa formação o Imperfection entra em estudio para gravar um CD-Demo com 06 musicas, e o com o resultado de uma semana de gravação e produção das musicas, o CD-Demo, Strife (2000), é lançado. Com uma boa divulgação feita, a aceitacão no meio underground em relação ao trabalho da banda foi bastante forte e motivadora.
Em meados de Julho de 2000 a banda chega em Guarapari-ES para divulgar o trabalho Strife (2000), e no mesmo dia o guitarrista/vocalista, Thiago, desaparece por estar impactado pela trágica morte de seu melhor amigo e seu primo, com quem morou por alguns anos, ambos em acidentes de trânsito. Após alguns dias os outros integrantes ficam sabendo que ele estava chorando em mágoas no Mato Grosso. Através de uma carta ele dispensou seus companheiros de banda, dizendo que não sabia se voltaria a tocar,  e que se voltasse não seria com eles. Então após Thiago ter feito meia duzia de músicas enquanto estava afastado, no Mato Grosso, ele decidiu voltar.
Em 2001 Léo Xavier (bateria) vindo de uma banda de hard-core (Physalia) e Daniel (baixo) de uma de new metal, assumiram a nova formação do Imperfection, e o som ficou bem mais coeso e agressivo. O posto de baixista da banda ainda voltou a ficar vazio por algumas vezes. No entanto a banda conseguiu se manter ativa, de 2001 a 2003 passaram oficialmente pela banda três baixistas que colaboraram para que isso acontecesse, Carlos, Júnior e Edrey.
Após três anos desde o lancamento do Strife a banda volta a gravar e mostra suas diversas influências e tendências musicais num álbum completo com 13 musicas sendo 11 inéditas. O trabalho de produção do CD Who Cares (2003) levou quase um ano para ser finalizado, parte da demora para o lançamento do material foi em virtude do trabalho específico feito em cada música, uma vez que as mesmas foram feitas em épocas muito diferentes, acabou surgindo então a necessidade de uma produção individual para cada música (instrumentos, aparelhagem e efeitos). Como no trabalho anterior, Strife, o Who Cares rendeu muitas resenhas positivas que enfatizavam a evolução da banda até então. Com intuito de divulgar a banda no Sul do país, o Imperfection residiu por seis meses em Florianópolis-SC, foi uma das melhores fases da banda em termos de shows e contato com o público.

## Novo álbum
Em 25 de março de 2007 através de uma rede social, o vocalista da banda, Thiago, afirmou que desde 2003 eles tinham um material de 12 músicas inéditas para lançar, e que só faltava mixar e masterizar. Na mesma mensagem ele afirmava que pretendiam lançar este álbum no final de 2007, porém isto não ocorreu e não se têm mais notícias sobre se este material será lançado e quando será lançado, no entanto foi postado no mesmo ano no youtube no dia 17 de set de 2007, algumas demos das canções desse suposto álbum, as músicas intituladas como "Acid God", "White gun", "This Emptyness" e "Old pics" com uma pegada mais post-grunge do que Who Cares, depois disso não se tem mais notícias da banda.

## Morte de Thiago
No dia 09/05/2018 a página da Jocum-DF da qual Thiago é fundador, veio pelo facebook anunciar a sua morte em decorrência de uma infecção generalizada, e de uma série de complicações de saúde devido à doença de Crohn, contra qual ele lutava há muitos anos, e também à colangite esclerosante, desenvolvida recentemente.

## Discografia
- Strife(2000)
- Who Cares (2003)

## Integrantes
Formação original
- Thiago Rodrigues Gonçalves - Vocal/Guitarra †
- Leandro - Bateria
- Eduardo - Baixo

Formação - Strife(2000)
- Thiago Rodrigues Gonçalves - Vocal/Guitarra †
- Leandro - Bateria
- Adriano - Baixo

Formação - 2001-2003 - Who Cares
- Thiago Rodrigues Gonçalves - Vocal/Guitarra †
- Léo Xavier - Bateria
- Daniel - Baixo
- Carlos - Baixo
- Júnior - Baixo
- Edrey - Baixo
- Fernando Mantena - Baixo

Formação - 2008
- Thiago Rodrigues Gonçalves - Vocal/Guitarra †
- Bruno Duarte - Bateria
- Gito - Baixo
- Lucas Mota - Baixo

Formação - Reunião em 2011
- Thiago Rodrigues Gonçalves - Vocal/Guitarra †
- Bruno Duarte - Bateria
- Lucas Mota - Baixo